# Tuomas Tarkki
Tuomas Tarkki, född 28 februari 1980 i Raumo, Finland, är en finsk tidigare ishockeymålvakt som spelar för JYP i FM-ligan. Tarkkis moderklubb är Lukko.
Han har tidigare spelat för Modo Hockey.

## Karriär

### Klubbar
- 1996-2001  Lukko, FM-ligan
- 2001-2005  Northern Michigan Wildcats, NCAA
- 2005-2006  Gwinnett Gladiators, ECHL/Chicago Wolves, AHL
- 2006-2010  Kärpät, FM-ligan
- 2010-2011  Modo Hockey, Elitserien
- 2011-2012  HK Neftechimik Nizjnekamsk, KHL
- 2012-  JYP, FM-ligan